# GLI-F4 granaat
De GLI-F4 granaat (ook bekend als de SAE 810) is een granaat met gecombineerd effect die gebruikt wordt voor ordehandhaving. De munitie wordt geproduceerd in Précigné door SAE Alsetex, een onderdeel van de Étienne Lacroix Group. Frankrijk is het enige Europese land dat de granaat gebruikt. De lading bestaat uit 10 gram CS en 25 gram TNT.
Het wapen combineert de onmiddellijke uitstoot van traangas (irritatie van de traanklieren) met een krachtige explosie en luide knal (desoriënterend effect).  Na initiatie is er een detonatie met een knal van 165 dB op 5 meter afstand, een intense schokgolf en een directe verspreiding van het kleurloze CS-poeder. In tegenstelling tot bij een stungranaat is er geen lichtflits.
Het gebruik kan leiden tot zware verwondingen en is daarom omstreden.

## Geschiedenis
Frankrijk is het enige Europese land waar deze munitie gebruikt wordt bij ordehandhaving. Op 30 juni 2011 werd in het decreet n°2011-795 de toestemming gegeven om de granaat te gebruiken. Ook de OF-F1 granaat werd toen vrijgegeven voor gebruik.
In reactie op de dood van Rémi Fraisse op 26 oktober 2014, die stierf na getroffen te zijn door een OF-F1 granaat, werd het gebruik van dit type verboden en zijn de gebruiksregels voor de GLI-F4 herzien om dodelijke verwondingen te vermijden.
In mei 2018 besliste het ministerie van Binnenlandse Zaken om de granaat progressief te vervangen door de GM2L-granaat. In de praktijk betekende dit dat geen nieuwe exemplaren besteld zouden worden maar dat de bestaande voorraad zou opgebruikt worden.
Bij de grootschalige betogingen van de protestbeweging van de gele hesjes eind 2018 is de GLI-F4 nog veelvuldig gebruikt. Meerdere demonstranten raakten hierbij gewond.

## Versies
Er bestaan vier versies: een basisversie om met de hand te werpen en drie versies om af te schieten met een bereik van 40 tot 220 meter. De civiele versie heeft een grijze kleur en de militaire versie een groene kleur.
De granaten kunnen afgevuurd worden met een granaatwerper type Cougar en Chouka of door een geweer met granaatadapter.

## Risico's
Het gebruik kan leiden tot ernstige verwondingen.  De knal kan zorgen voor onherstelbare gehoorschade en de ontploffing van de 25 gram TNT kan ernstige verwondingen veroorzaken wanneer bij de explosie direct contact is met het lichaam of door scherven van de kunststof en metalen onderdelen van de verpakking.

## Ongelukken
Deze lijst bevat niet alle zware verwondingen.
- Mikaël Cueff verloor op 26 oktober 2013 zijn rechterhand tijdens een manifestatie van de Bonnets Rouges in Pont-de-Buis tegen de Portique écotaxe.[6]
- Robin Pagès verloor in augustus 2017 een deel van zijn linkervoet op een manifestatie tegen de nucleair opslagplaats in Bure en had in beide benen scherven.[7]
- Maxime Peugeot, een studente van 21 jaar, verloor een hand op 22 mei 2018 tijdens een protestactie tegen de komst van een nieuw vliegveld in Notre-Dame-des-Landes.[8]
- Een commandant van de Interventiegroep Nationale Politie (GIPN) verloor op 20 november 2018 een hand bij een interventie op het eiland Réunion.[9][10]
- Een man van 21 jaar verloor zijn hand op 24 november 2018 tijdens een manifestatie van de gele hesjes in Parijs.[11]
- Ayhan P. verloor op 1 december 2018 een hand bij een manifestatie van de gele hesjes in Tours.[12]
- Een man van 26 jaar verloor op 8 december 2018 zijn rechterhand en kreeg kunststof en metaalscherven in zijn benen tijdens een betoging van de gele hesjes in Bordeaux.[13]